# Гонорский, Борис Николаевич
Бори́с Никола́евич Гоно́рский (15 (27) ноября 1880, Белгород, Курская губерния, Российская империя — 30 октября 1969, Рив, Изер, Франция) — русский офицер, герой Первой мировой войны, участник Белого движения.

## Биография
Из дворянской семьи. Дед, являясь дьяком, преподавал Закон Божий в Орловском кадетском корпусе. Отец — подполковник артиллерии.
Борис Гонорский окончил Орловский Бахтина кадетский корпус (1898). После — Михайловское артиллерийское училище (1901), откуда был выпущен подпоручиком в 1-ю Восточно-Сибирскую стрелковую артиллерийскую бригаду. 5 сентября 1901 года переведён в Восточно-Сибирский стрелковый артиллерийский дивизион, расквартированный в русской крепости Порт-Артур на территории Китая. В сентябре 1903 года произведён в поручики.
С началом Русско-японской войны, 1 мая 1904 года переведён в 3-ю Восточно-Сибирскую стрелковую артиллерийскую бригаду. За боевые отличия награждён тремя орденами, в том числе орденом Св. Анны 4-й степени с надписью «за храбрость», а также произведён в штабс-капитаны (производство утверждено Высочайшим приказом от 12 марта 1906).
Произведён в капитаны 2 октября 1910 года.
В Первую мировую войну вступил с 3-й Сибирской стрелковой артиллерийской бригадой в составе 10-й Армии. Уже осенью 1914-го, за бои в районе Мазурских озёр, он был награжден Георгиевским оружием, что приравнивалось к высшей военной награде – ордену Святого Георгия.
За то, что состоя в рядах 3-й Сибирской стрелковой артиллерийской бригады в боях под д. Гр.-Штренгельн, с 3 по 7 ноября 1914 года и находясь на передовом наблюдательном пункте на линии пехотных цепей, под действительным ружейным и артиллерийским огнем корректировал стрельбу батареи, действия которой наносили огромные потери противнику и способствовали успеху нашей пехоты, наступавшей на эту деревню.
В феврале 1915 года, в бою под Гродно, Борис был контужен, но продолжал оставаться в строю. 12 апреля 1915 года переведён в 1-ю тяжелую артиллерийскую бригаду. Произведён в подполковники 21 июля 1915 года «за отличия в делах против неприятеля».
В сентябре 1916-го, в бою под Двинском, снова был контужен, и снова остался в строю. А через двое суток получил ранение в руку и ногу, и только тогда был эвакуирован в Петроград. Произведён в полковники.
10 декабря 1916 года переведён в 21-й отдельный полевой тяжелый артиллерийский дивизион.
11 февраля 1917 года назначен командиром 1-го отдельного тяжелого артиллерийского дивизиона батарей «Г», а 27 мая того же года — командующим 205-й артиллерийской бригадой особого назначения.
После Октябрьской революции, в январе 1918-го, Борис получает отпуск и едет к жене и детям в Херсон. К тому времени в России уже разгорелась Гражданская война. Предстояло определиться. И летом полковник Гонорский, прибыв в Новочеркасск, вступает в Добровольческую армию (оперативно-стратегическое объединение Белой Армии на Юге России). Командовал бронепоездом «Генерал Алексеев». Через полгода назначен командиром лёгкой батареи офицерской артшколы. С ней он участвовал в боях на Сивашском плацдарме, сражался за Перекоп.
В составе отступавших белых сил 11 ноября 1920 года семья Б. Гонорского эвакуировалась на судне «Херсон» из Севастополя в окрестности греческого портового городка Галлиполи (ныне – Гелиболу, Турция). Именно в это время разошлись пути двух Героев Первой мировой – Бориса Гонорского и оставшегося в России Николая Ионова, мужа сестры Бориса. Каждый из них сделал свой выбор.     
В октябре 1921-го Борис Гонорский с семьёй и группой офицеров убыл на пароходе «Рашид-Паша» из Галлиполи в Болгарию. Там, в городе Новая Загора, исполнял обязанности руководителя Офицерской артшколы.
Весной 1926-го переезжает во французский городок Рив, где образовалась русская колония. Жили общиной в замке Оржер. Бывший владелец продал его русским изгнанникам недостроенным. В здании не было ни воды, ни электричества. Но эмигранты сумели создать в замке уголок России. Устраивали здесь праздники, ставили спектакли, концерты. В подвальном помещении открыли церковь, Борис Николаевич стал её старостой и регентом. Руководил церковным хором. Он принял на себя и обязанности председателя отделения Общества галлиполийцев в городе Рив. Руководил военными курсами для подготовки русских офицеров, сотрудничал в местной Национальной организации русских скаутов. Зарабатывал же, служа на местном заводе по производству бумаги. Позднее, в 1945-м, создал в замке переплётную мастерскую, в которой трудился до конца своей жизни.
Скончался в 1969 году в Риве. Похоронен на местном кладбище.

## Семья
- Жена — Зинаида Григорьевна Попова (1889—1966)
- Сын — Андрей (1917—1940), капрал французской армии, убит 10 июня 1940 года на Марне
- Дочь — Ирина (1911—2000), замужем за графом Андреем Владимировичем Мусиным-Пушкиным, сыном графа В. А. Мусина-Пушкина
- Внук — Андрей Андреевич Мусин-Пушкин
- Сестра — Клавдия Николаевна Ионова (1893–1963), жена Николая Ионова

## Награды[6]
- Орден Святой Анны 4-й ст. с надписью «за храбрость» (ВП 5.04.1905)
- Орден Святого Станислава 3-й ст. с мечами и бантом (ВП 12.06.1905)
- Орден Святого Владимира 4-й ст. с мечами и бантом (ВП 9.02.1907)
- Орден Святой Анны 2-й ст. (1912)
- Георгиевское оружие (ВП 21.08.1915)
- Высочайшее благоволение «за отличия в делах против неприятеля» (ВП 5.07.1916)
- мечи и бант к ордену Св. Анны 3-й ст. (ВП 13.09.1916)
- мечи к ордену Св. Анны 2-й ст. (ВП 17.10.1916)
- Орден Святого Станислава 2-й ст. с мечами (ПАФ 4.03.1917)